# Synagoga Wekslera w Częstochowie
Synagoga Wekslera w Częstochowie – synagoga znajdująca się w Częstochowie przy Alei Najświętszej Marii Panny 6.
Synagoga została założona w 1898 roku z inicjatywy niejakiego Wekslera. Pełniła również rolę małej szkółki talmudycznej. Podczas II wojny światowej hitlerowcy zdewastowali synagogę.